# بوكوبو أوكاوا
بوكوبو أوكاوا (大川ぶくぶ أوكاوا بوكوبو) هو مانغاكا ياباني ولد في 3 أكتوبر 1986 في محافظة هيوغو.

## أعماله

### سلسلات مانغا
- سوبر إيليغانت
- بوبتيبيبيك

## أعماله في الأنمي

### مسلسلات أنمي تلفزيونية
- كاليغولا (مانغا "في الحلقة المقبلة")

## وصلات خارجية
- بوكوبو أوكاوا على موقع ميوزك برينز (الإنجليزية)